# Rostros Ocultos
Rostros Ocultos es una banda musical mexicana de Rock Pop, fundada en 1985, su fama fue moderada en los 80's.  Es parte del movimiento de rock mexicano. Su mayor éxito es "El Final", canción de 1989.

## Historia

### Montana
En año de 1985 en Guadalajara, Jalisco, México, dos jóvenes tapatíos comenzaron a hacer rock energético en español. Arturo Ybarra, entonces guitarrista del grupo Mask antes Trax y Agustín Villa (Cala), entonces vocalista del proyecto Los Clips antes Rock'n Pills. Este nuevo proyecto se hizo llamar Montana debido a un contrato con una extinta marca de cigarros. La magia de Montana quedó expresa en su primer disco “Quiero más” de 1985 bajo el sello de la compañía WEA. Mostrando un estilo fresco, ligero y envolvente. Un disco el cual desprendió éxitos como "Quiero más" y "Quisiera que estuvieras aquí".

### Rostros Ocultos
En ese tiempo firmaron un contrato con EMI para grabar "Disparado" de 1987 donde se desprendió el sencillo "Mujer desechable" y "El último adiós", después en 1989 lanzan "Abre tu corazón". Donde se regraba la canción "El Final" proyectando la canción como un gran éxito. Esta producción contó con la participación de Alejandra Guzmán, Andrés Calamaro y Kenny de los Eléctricos. Después de estar de gira, el grupo tomó una pauta y los líderes principales de la banda decidieron hacer proyectos por separado, Arturo grabó un disco góspel bajo el nombre de "Luz Aquella" y Cala decide hacer un proyecto como solista llamado "Con huevos y cajeta" (1994).
En 1997 y por petición de la compañía deciden juntarse nuevamente como "Rostros Ocultos" y lanzan al mercado "Dame una razón". 
Discos como “Disparado”, “Abre tu corazón”, “Músicos, poetas y locos” y “Dame una razón” se grabaron bajo el sello de la compañía EMI. 
En el 2001 en su aniversario número quince deciden grabar “15 Celebración” donde cantan sus mejores canciones bajo el sello de la compañía Sony Music. La celebración tendría duetos con la intervención de Aleks Syntek, Marciano Cantero de Enanitos Verdes, Álex Lora de El Tri, Benny Ibarra, Sara Valenzuela de La Dosis, José Fors de La Cuca, Kazz de Los Amantes de Lola, Hugo Rodríguez de Azul Violeta, Alejandra Guzmán, Kenny. Dentro de esta celebración se realizó el video “Dame una razón”, bajo la dirección de Sergio Ulloa, reconocido fotógrafo quien participara al lado de René Castillo en el cortometraje “Hasta los huesos”.
En el 2002, basados en la trayectoria futbolística de Hugo Sánchez, decidieron componerle una canción llamada “Hugol” bajo la dirección de René Ybarra Matus y realizaron un vídeo de la misma, producido por Karlo Romero, esto para homenajear al mejor futbolista mexicano de todos los tiempos. Dentro de este sencillo se incluye un CD interactivo con lo mejor de la trayectoria de Hugo Sánchez y la historia de Rostros Ocultos.
Con la experiencia de muchos años en el año del 2003,“Rostros Ocultos” presenta su nueva producción bajo el sello de la compañía Sony Music titulada "Renacer". Con temas totalmente inéditos, “Renacer” presenta un nuevo ciclo en la banda. El objetivo principal del grupo era dar un mensaje a todos sus seguidores y a la comunidad en general sobre la importancia de la donación de órganos, de dar vida después de la vida. Por eso en este material se incluyen un tema llamado “Corazón” el cual trata de una pequeña niña que nació con un corazón muy débil y espera un trasplante de corazón. También añaden una calcomanía que promueve la donación de órganos y una tarjeta de autorización para las personas que estén interesadas en ser donantes de órganos.
Esta producción cuenta con la participación de Álex González, baterista de Maná acompañándolos con su talento en el tema “Ya no quiero verte más” así como el talento del maestro del rock en español Miguel Ríos en una versión especial de “Santo y diablo”.  
El primer sencillo de “Santo y diablo” tema que se incluye dentro de la banda sonora de la película “Santos diablos”. Este tema habla de la dualidad del ser humano, del discernimiento del bien y el mal. El video de este primer sencillo lo realizó la compañía Praxis, una compañía mexicana especialista en animaciones de tercera dimensión, la grabación se realizó en Guadalajara, Jalisco y la postproducción se realizó en Miami.
Su más reciente producción fue filmada y grabada en el Teatro Diana de la ciudad de Guadalajara, Jalisco, y conmemora los 25 años de trayectoria. Participan en esta producción titulada "25 Aniversario" sus amigos y colegas músicos: José Fors y Galileo Ochoa (Cuca), Jaffo (Plastiko), Kenny Aviles, Jovito Pantera (Garigoles) y el extinto grupo tapatío "Poetas en el Exilio".
En el 2016 surge el álbum "Monstruos".
2024 año de celebración de los 38 años de existencia de la banda deciden lanzar un LP titulado ANTOLOGIA con algunos de sus éxitos y colaboraciones que han tenido a lo largo de estos años, deciden iniciar la gira ROSTROS VIP donde se hacen acompañar de grandes leyendas del rock, la gira inicio en el mes de marzo en Manzanillo y se extiende a todos México y USA.

## Miembros

### Los Clips (Formación Original)
- Agustín Salvador Villa Rojas, "Cala", voz
- Víctor "Chino" Inda, Bajo
- Pablo Martínez, Guitarra
- Oscar Salazar, Guitarra
- Quetzalcoatl Aviles, Batería

### Montana (Formación Original)
- Agustín Salvador Villa Rojas, "Cala", voz
- Arturo Ybarra, guitarra
- Víctor Inda, Bajo
- Abraham Calleros, Batería
- Andrés Franco, Teclados

### Rostros Ocultos (Formación Original Disco Disparado)
- Agustín Salvador Villa Rojas "Cala", voz
- Arturo Ybarra: Guitarra
- Ernesto Bola Domene, Batería
- Javier Barragán Fonseca, Bajo
- Andrés Franco, Teclados

### Rostros Ocultos (Formación Original Disco Abre Tu Corazón)
- Agustín Salvador Villa Rojas "Cala", voz
- Arturo Ybarra: Guitarra
- Ernesto Bola Domene, Batería
- Waldo Chávez, Bajo
- Andrés Franco, Teclados

### Formación Actual
- Agustín Salvador Villa Rojas, "Cala": voz
- Arturo Ybarra: guitarra
- Alfonso Martínez: bajo
- Bola Domene: batería

### Exmiembros
- Javier Barragán Fonseca, bajo
- Waldo Chaves, bajo
- Andrés Franco, teclados
- Francisco Toyos, Bajo 90-92/95-97
- Alejandro Pérez "Orco", Batería (Azul Violeta)
- César López “Vampiro”, Jaguares
- Felipe Staiti, Enanitos Verdes
- Jorge Corrales, Teclados. Playa Limbo
- Carlos García, Baterista. Independiente
- Jorge "Chiquis" Amaro, Batería (Músico y Productor)
- Abraham Calleros, Batería. Exintegrante de Sombrero Verde / Maná
- Ángel Baillo, Playa Limbo
- César Gudiño, tecladista. Sussie 4
- Juan Maldonado, sintetizador. Independiente
- Gerardo Matus, Batería. Independiente
- Víctor Hugo Guardado "Chumino", bajista de Los Afro Brothers
- Pablo Novoa (Guitarra) (Músico Y Productor)
- David Pérez "Vaca" (Batería) (Grupo Mala Vida)
- Juan Carlos Barraza: guitarrista de Mexicali, "quererte mas" 93-95
- Daniel Kitroser, batería
- Jaime Regueira, bajo
- Mauricio Court "El Burro", guitarra
- Eduardo Lalo Green, guitarra
- Karlo Romero batería. Volvomusica

### Músicos Invitados
- Juan Pablo Harfush, guitarra
- Christian Gómez, batería
- Robert Monj. Batería.

## Discografía

### Montana
- Quiero Más WEA (1985)

### Rostros Ocultos

#### Álbumes de estudio
- 1987: Disparado EMI
- 1989: Abre tu corazón EMI
- 1992: Divididos Rockotitlán
- 1995: Músicos, poetas y locos EMI
- 1997: Dame una razón EMI
- 2001: 15 Celebración  SONY
- 2004: Renacer SONY
- 2007: En vivo Hard Rock Live (DVD/CD) Prodisc
- 2009: Once : Once Fonarte/JMV
- 2013: 25 Aniversario Fonarte
- 2016: Monstruos Fonarte latino
- 2016: Rock en tu Idioma Sinfónico  Vol. 1 Sony/BMG
- 2020: Rock en tu Idioma Eléctrico Sony/BMG
- 2021 Gustos Ocultos Independiente
- 2023: Encerrados Independiente
- 2024 LP Antología LaPerla/Records

### Discografía Individual
Agustín Salvador Villa Rojas "Cala" Discografía
- Cala “Con huevos y cajeta” EMI, 1994

Arturo Ybarra Discografía
- Mask The_Fox Comrock 1985
- Luz Aquella “Destino la eternidad ”Rhema Records, 1997
- Luz Aquella “Levanta tus alas ”Rhema Records, 2006
- Luz aquella DVD en vivo HRL Rhema Records, 2007
- Luz aquella “Dias de luz” Rhema Records, 2009
- Luz Aquella "Aliento de Vida" Rhema Records 2015
- Luz Aquella "Polvo de Estrellas" (sencillo) 2024
- Forseps V "Cultura U. De G.", 2010
- Opera Frankestein, 2011
- Jose Fors Reproducciones Vol. 1, 2012
- Forseps 6:PM, 2013
- Forseps FSP7, 2023
- Rock en tu Idioma Sinfónico  Vol. 2 Sony/BMG 2017

Bola Domene
- La Lupita (5 Producciones)
- Yoyo Breakers

Francisco Toyos, "Fran Tøyøs"
- Flashback (1986-87) Octavio Elisondo, Marco Elisondo, Fran Tøyøs, Jose Luis Ugalde. (2 Producciones)
- Marca Registrada (1988-89) Ernesto "Neto" Franco, Fran Tøyøs, Shakib Arellano, Arturo Montes, Charly de la Torre. (2 Producciones)
- The Band (1989-90) Abraham Calleros, Arturo Ybarra, Fran Tøyøs, Shakib Arellano. (1 Producción)
- Tango Negro (1994-96) Arturo Ybarra, Fran Tøyøs, Raúl Huerta, Sundance Yoakum. (1 Producción)
- El último de los Dodos (1993-95) "Raphus cuculatus" Hot thin roof studios, Studio city, North Hollywood, Album 1994 Disa, Discos Sabinas. (2 Producciones)
- Músico de sesión (1988- a la fecha)
- Mvhv (2010) independiente
- Latin Grunge (2023-24) Panama Papers Album 2024, Fran Tøyøs, Ramiro Padilla. Ensenada Bc. Zapopan Jal. (1 Producción)
- Tekila Blues & Roll (2024- a la fecha) (Producción en proceso)